# Municipio de Grant (condado de Washington)
El municipio de Grant (en inglés: Grant Township) es un municipio ubicado en el condado de Washington en el estado estadounidense de Kansas. En el año 2010 tenía una población de 22 habitantes y una densidad poblacional de 0,24 personas por km².

## Geografía
El municipio de Grant se encuentra ubicado en las coordenadas 39°46′8″N 97°18′12″O / 39.76889, -97.30333. Según la Oficina del Censo de los Estados Unidos, el municipio tiene una superficie total de 93.14 km², de la cual 92,93 km² corresponden a tierra firme y (0,23 %) 0,21 km² es agua.

## Demografía
Según el censo de 2010, había 22 personas residiendo en el municipio de Grant. La densidad de población era de 0,24 hab./km². De los 22 habitantes, el municipio de Grant estaba compuesto por el 100 % blancos. Del total de la población el 0 % eran hispanos o latinos de cualquier raza.